# Inquisidor-Geral de Portugal
Inquisidor-Geral de Portugal era o título do prelado com a mais alta autoridade na Inquisição Portuguesa.
Era nomeado pelo Rei de Portugal e confirmado pelo Papa, e exercia os seus poderes inquisitoriais, juntamente com os inquisidores seus subordinados, com plena independência dos Bispos Diocesanos. O Estado controlava assim a Inquisição, que funcionava como um tribunal régio.

## Inquisidores-Gerais
| Nº | Prelado                                              | Título                                                     | Posse         |
| -- | ---------------------------------------------------- | ---------------------------------------------------------- | ------------- |
| 1  | D. Diogo da Silva                                    | Bispo de Ceuta, confessor de D. João III e do seu Conselho | 1536-10-05    |
| 2  | Cardeal Infante D. Henrique, irmão de D. João III    | Arcebispo de Braga, elevado a Cardeal em 1545              | 1539-07-07    |
| -  | D. Manuel de Meneses                                 | Bispo de Coimbra                                           | não empossado |
| 3  | D. Jorge de Almeida                                  | Arcebispo de Lisboa                                        | 1578-02-12    |
| 4  | Cardeal Arquiduque D. Alberto                        | Arcebispo de Toledo                                        | 1578-03-13    |
| 5  | D. António Matos de Noronha                          | Bispo de Elvas                                             | 1596-08-08    |
| -  | D. Jorge de Ataíde                                   | Bispo de Viseu                                             | não empossado |
| 6  | D. Alexandre de Bragança                             | Arcebispo de Évora                                         | 1602-10-08    |
| 7  | D. Pedro de Castilho                                 | Bispo de Leiria                                            | 1604-08-23    |
| 8  | D. Fernão Martins de Mascarenhas                     | Bispo do Algarve                                           | 1616-12-15    |
| 9  | D. Francisco de Castro                               | Bispo da Guarda                                            | 1630-05-20    |
| 10 | D. Pedro de Lencastre                                | Duque de Aveiro Arcebispo Titular de Sídon                 | 1671-12-24    |
| 11 | D. Veríssimo de Lencastre                            | Arcebispo de Braga                                         | 1676-04-09    |
| 12 | D. Frei José de Lencastre                            | Bispo de Leiria                                            | 1693-10-20    |
| 13 | D. Nuno de Ataíde                                    | Bispo Titular de Targa, elevado a Cardeal em 1712          | 1707-10-06    |
| 14 | D. José de Bragança                                  | Arcebispo de Braga                                         | 1758-09-24    |
| 15 | D. João Cosme da Cunha, ou de Nossa Senhora da Porta | Arcebispo de Évora, elevado a Cardeal em 1770              | 1770-02-06    |
| 16 | D. Inácio de São Caetano                             | Arcebispo Titular da Tessalonica                           | 1787-03-16    |
| 17 | D. José Maria de Melo                                | Bispo do Algarve                                           | 1790-01-07    |
| 18 | D. José Joaquim da Cunha de Azeredo Coutinho         | Bispo de Elvas                                             | 1818-08-11    |